# Liste der denkmalgeschützten Objekte in Pressbaum
Die Liste der denkmalgeschützten Objekte in Pressbaum enthält die 18 denkmalgeschützten, unbeweglichen Objekte der niederösterreichischen Stadtgemeinde Pressbaum.

## Denkmäler
| Foto  |                 | Denkmal | Standort                                                      | Beschreibung | Metadaten |
| ----- | --------------- | --- | ------------------------------------------------------------- | --- | --- |
| ja    | Datei hochladen | Brentenmaisaquädukt 2 HERIS-ID: 111681 Objekt-ID: 129670                                                                                      | Standort KG: Preßbaum                                         | Die II. Wiener Hochquellenwasserleitung ist eine 183 Kilometer lange Trinkwasser-Versorgungsleitung für die Stadt Wien. Sie wurde auf Betreiben von Karl Lueger errichtet und nach zehnjähriger Bauzeit am 2. Dezember 1910 als II. Kaiser-Franz-Josef-Hochquellenleitung eröffnet. | BDA-Hist.: Q37826034 Status: Bescheid Stand der BDA-Liste: 2025-06-30 Name: Brentenmaisaquädukt 2 GstNr.: 315/10 |
| ja    | Datei hochladen | Brentenmaisaquädukt 1 HERIS-ID: 111680 Objekt-ID: 129669                                                                                      | Standort KG: Preßbaum                                         | Dieses Aquädukt der II. Wiener Hochquellenwasserleitung ist mit 24 m das höchste der ganzen Leitung. | BDA-Hist.: Q37826025 Status: Bescheid Stand der BDA-Liste: 2025-06-30 Name: Brentenmaisaquädukt 1 GstNr.: 322/14, 536, 539/2, 410, 540, 368, 322/15, 264/242, 315/98 Brentenmaisaquädukt (Pressbaum)                                               |
| ja    | Datei hochladen | 3 Einsteigtürme (105, 109, 110), Ein- und Auslaufkammer Dürrwiendüker (EK 106, AK 107), Zugangsstollen 108 HERIS-ID: 111678 Objekt-ID: 129667 | Standort siehe Beschreibung KG: Preßbaum                      | Im Gemeindegebiet befinden sich neben anderen Bauwerken der II. Wiener Hochquellenwasserleitung noch der Einsteigturm 105 (Lage), der Dürrwiendüker mit seiner Einlauf- (EK 106, Lage) und Auslaufkammer (AK 107, Lage), der über eine Horizontalentfernung von rund 95 Metern das Tal der Dürren Wien unterquert, der Zugangsstollen 108 (Lage) sowie die beiden Einsteigtürme 109 (Lage) und 110 (Lage). | BDA-Hist.: Q37826007 Status: Bescheid Stand der BDA-Liste: 2025-06-30 Name: 3 Einsteigtürme (105, 109, 110), Ein- und Auslaufkammer Dürrwiendüker (EK 106, AK 107), Zugangsstollen 108 GstNr.: 315/16, 245/26, 182/6, 182/28, 217/8, 322/15, 182/2 |
| ja    | Datei hochladen | Villa Hansen und Postamentfigur HERIS-ID: 8504 Objekt-ID: 4458                                                                                | Hauptstraße 63 Standort KG: Preßbaum                          | Villa in klassizierenden Formen mit ionischen Säulen und Freitreppe | BDA-Hist.: Q38005325 Status: Bescheid Stand der BDA-Liste: 2025-06-30 Name: Villa Hansen und Postamentfigur GstNr.: 113/1 |
| ja    | Datei hochladen | Kaiser-Franz-Josef-Jubiläumskirche Allerheiligste Dreifaltigkeit HERIS-ID: 8503 Objekt-ID: 4457                                               | Hauptstraße 75 Standort KG: Preßbaum                          | 1906 bis 1908 erbauter secessionistischer Saalbau mit eingestelltem Fassadenturm | BDA-Hist.: Q30337175 Status: § 2a Stand der BDA-Liste: 2025-06-30 Name: Kaiser-Franz-Josef-Jubiläumskirche Allerheiligste Dreifaltigkeit GstNr.: .405 Pfarrkirche Pressbaum                                                                        |
| ja    | Datei hochladen | Denkmal Kaiser Joseph II. HERIS-ID: 8507 Objekt-ID: 4461                                                                                      | bei Hauptstraße 77 Standort KG: Preßbaum                      | 1885 errichtete Gusseisenfigur vor der Volksschule | BDA-Hist.: Q38005639 Status: Bescheid Stand der BDA-Liste: 2025-06-30 Name: Denkmal Kaiser Joseph II. GstNr.: 135 |
| ja    | Datei hochladen | Klosterschule Sacré Coeur HERIS-ID: 8502 Objekt-ID: 4456                                                                                      | Klostergasse 12 Standort KG: Preßbaum                         | Monumentaler späthistoristischer Komplex mit U-förmigem Grundriss wurde von 1891 bis 1894 nach Plänen von Richard Jordan vom Baumeister Josef Schmalzhofer erbaut. | BDA-Hist.: Q2211020 Status: § 2a Stand der BDA-Liste: 2025-06-30 Name: Klosterschule Sacré Coeur GstNr.: 34/5 Sacré Coeur Pressbaum |
| ja    | Datei hochladen | Streckenwärterhaus Nr. 30 HERIS-ID: 58687 Objekt-ID: 69461                                                                                    | Linke Bahngasse 13, bei Standort KG: Preßbaum                 | 1856 bis 1858 errichtetes Bahnwärterhaus mit Sichtziegelgesims | BDA-Hist.: Q38084438 Status: Bescheid Stand der BDA-Liste: 2025-06-30 Name: Streckenwärterhaus Nr. 30 GstNr.: .118 |
| ja    | Datei hochladen | Pfalzauaquädukt HERIS-ID: 111679 Objekt-ID: 129668                                                                                            | bei Franz Pfudl-Gasse 14 Standort KG: Preßbaum                | Aquädukt der II. Wiener Hochquellenwasserleitung, siehe 2. Brentenmaisaquädukt | BDA-Hist.: Q37826016 Status: Bescheid Stand der BDA-Liste: 2025-06-30 Name: Pfalzauaquädukt GstNr.: 245/26, 245/74, 384, 217/1, 385, 245/36, 245/2 Pfalzauaquädukt (Pressbaum)                                                                     |
| ja    | Datei hochladen | Sonnleitenaquädukt HERIS-ID: 111675 Objekt-ID: 129664                                                                                         | Standort KG: Rekawinkel                                       | Aquädukt der II. Wiener Hochquellenwasserleitung, siehe 2. Brentenmaisaquädukt | BDA-Hist.: Q37825982 Status: Bescheid Stand der BDA-Liste: 2025-06-30 Name: Sonnleitenaquädukt GstNr.: 255/1 Sonnleitenaquädukt |
| ja    | Datei hochladen | Einsteigturm 104 HERIS-ID: 111676 Objekt-ID: 129665                                                                                           | Standort KG: Rekawinkel                                       | Einsteigturm der II. Wiener Hochquellenwasserleitung, siehe 2. Brentenmaisaquädukt | BDA-Hist.: Q37825991 Status: Bescheid Stand der BDA-Liste: 2025-06-30 Name: Einsteigturm 104 GstNr.: 255/1 |
| ja    | Datei hochladen | Steinhurtgrabenaquädukt HERIS-ID: 111677 Objekt-ID: 129666                                                                                    | Standort KG: Rekawinkel                                       | Aquädukt der II. Wiener Hochquellenwasserleitung, siehe 2. Brentenmaisaquädukt | BDA-Hist.: Q37825998 Status: Bescheid Stand der BDA-Liste: 2025-06-30 Name: Steinhurtgrabenaquädukt GstNr.: 255/1, 256/1 Steinhurtgrabenaquädukt                                                                                                   |
| ja    | Datei hochladen | Dollfuß-Gedächtniskirche hl. Theresia vom Kinde Jesu HERIS-ID: 8511 Objekt-ID: 4465                                                           | Buchbergstraße 1b Standort KG: Rekawinkel                     | Die katholische Kirche „hl. Theresia vom Kinde Jesu“ in Rekawinkel ist ein freistehender Kleinkirchenbau mit südlichem Chorwinkelturm. Der Hochaltar zeigt ein Gnadenbild Maria mit Kind im Strahlenkranz. Sie wurde ursprünglich zu Ehren des Kardinals Piffl vom Architekten Alfred Keller geplant und schließlich 1935 im Gedenken an den ermordeten Bundeskanzler Dollfuß als „Dollfuß-Gedächtniskirche“ geweiht. Die Kirche ist auf Grund der Zusammenlegung der Pfarren Pressbaum und Rekawinkel mit Wirkung vom 1. September 2024 ohne eigene Rechtspersönlichkeit eine Filialkirche der römisch-katholischen Pfarre Pressbaum. | BDA-Hist.: Q38006034 Status: § 2a Stand der BDA-Liste: 2025-06-30 Name: Dollfuß-Gedächtniskirche hl.Theresia vom Kinde Jesu GstNr.: .151 Filialkirche Rekawinkel                                                                                   |
| ja BW | Datei hochladen | Rekawinkler Tunnelportale HERIS-ID: 58688 Objekt-ID: 69462                                                                                    | Rek. Hauptstraße 25, bei Standort KG: Rekawinkel              | Der Durchbruch des 307,13 m langen Tunnels erfolgte am 7. November 1857. Die im Quadermauerwerk errichteten Tunnelportale mit der eingemeißelten Jahreszahl 1858 und Löwenkopfmasken auf den Schlusssteinen sind mit kleinen Türmchen versehen. | BDA-Hist.: Q38084447 Status: Bescheid Stand der BDA-Liste: 2025-06-30 Name: Rekawinkler Tunnelportale GstNr.: 154/1, 216/2 Rekawinkler Tunnel |
| ja BW | Datei hochladen | Dürreberg Tunnelportale HERIS-ID: 58689 Objekt-ID: 69463                                                                                      | Standort KG: Rekawinkel                                       | Der kleine Dürreberg-Tunnel ist 247,12 m lang, seine Tunnelportale stammen aus dem Jahre 1858 und sind aus Quadermauerwerk mit wasserspeiender Maske eines alten Mannes an den Schlusssteinen. | BDA-Hist.: Q38084456 Status: Bescheid Stand der BDA-Liste: 2025-06-30 Name: Dürreberg Tunnelportale GstNr.: 216/2, 260/5 |
| ja    | Datei hochladen | Aufnahmsgebäude des Bahnhofs Rekawinkel HERIS-ID: 8512 Objekt-ID: 4466                                                                        | Wächterhäuser 4 Bhf-Nebengebäude Standort KG: Rekawinkel      | Die frühhistoristische Bahnhofsanlage befindet sich inkl. den Nebengebäuden weitgehend im Originalzustand aus dem Jahr 1858 und gilt als die am besten erhaltene Anlage in der ursprünglichen Bahnhofsarchitektur der Westbahn. | BDA-Hist.: Q106813196 Status: Bescheid Stand der BDA-Liste: 2025-06-30 Name: Aufnahmsgebäude des Bahnhofs Rekawinkel GstNr.: .59 Aufnahmsgebäude Bahnhof Rekawinkel                                                                                |
| ja    | Datei hochladen | Warteraum u. Fußgängersteg des Bahnhofs Rekawinkel HERIS-ID: 58686 Objekt-ID: 69460                                                           | Wächterhäuser 4 Bhf-Hauptgebäude, bei Standort KG: Rekawinkel | Vom Aufnahmsgebäude aus gesehen auf der anderen Seite der Gleise gelegen befindet sich ein hölzernes Wartehäuschen mit Eckrisaliten. Die Übergangsbrücke auf Gusseisensäulen wurde im Zuge der Bahnhofsrenovierung 2018 abgetragen. | BDA-Hist.: Q38084430 Status: Bescheid Stand der BDA-Liste: 2025-06-30 Name: Warteraum u. Fußgängersteg des Bahnhofs Rekawinkel GstNr.: 154/1 Warteraum Bahnhof Rekawinkel (Gleis 2)                                                                |

## Ehemalige Denkmäler
| Foto |                 | Denkmal                                 | Standort                              | Beschreibung                                               | Metadaten |
| ---- | --------------- | --------------------------------------- | ------------------------------------- | ---------------------------------------------------------- | --- |
| ja   | Datei hochladen | Villa Seewald Objekt-ID: 117225bis 2011 | Krumpöckgasse 3 Standort KG: Preßbaum | 1898 erbaute frühsecessionistische Villa mit Fachwerkdekor | BDA-Hist.: Q106650955 Status: Bescheid Stand der BDA-Liste: 2012-06-06 Name: Villa Seewald GstNr.: 29/56, 29/57, 29/58 |